# Антильский дятелок
Антильский дятелок (лат. Nesoctites micromegas) — вид птиц семейства дятловых. Это единственный представитель одноимённого рода (Nesoctites) и подсемейства (Nesoctitinae). Выделяют 2 подвида.

## Описание
Размеры представителей данного вида составляют около 14—16 см, масса — около 30 г. Самец имеет жёлтую корону с красным пятном в центре. Оперение спины, шеи и крыльев оливково-зеленое, а грудь, горло и брюхо грязно-белые с прожилками и пятнами. Самка похожа на самца. Оперение молодых птиц похоже на взрослых, но более тусклое.

## Питание
Антильский детелок питается насекомыми, большую часть рациона составляют муравьи и жуки.